# 세계 야구 소프트볼 연맹
세계 야구 소프트볼 연맹(영어: World Baseball Softball Confederation, WBSC)은 국제 야구 연맹과 국제 소프트볼 연맹을 통합하여 출범한 단체이다. 스위스 로잔에 본부를 두고 있으며 2013년에 설립되어 125개국이 참가하는 국제 올림픽위원회 IOC 회의에서 야구·소프트볼에 대한 유일한 대표 기관으로 인정받았다. 2013년 9월 8일 WBSC는 아시아, 아프리카, 아메리카, 유럽, 오세아니아에 걸쳐 141개 국가와 208개 협회 회원을 보유하고 있다. 야구와 소프트볼, 베이스볼5 종목 스포츠를 위한 세계 관리 기구이다.

## 회원국
- 아메리카 - 34개국 (53개 회원, 4개 임시회원)

가이아나, 과테말라, 니카라과, 도미니카 공화국, 멕시코, 미국, 미국령 버진아일랜드, 바하마, 베네수엘라, 벨리즈, 볼리비아, 브라질, 아루바, 아르헨티나, 아이티, 앤티가 바부다, 에콰도르, 엘살바도르, 영국령 버진아일랜드, 온두라스, 우루과이, 자메이카, 칠레, 캐나다, 케이먼 제도, 코스타리카, 콜롬비아, 쿠바, 퀴라소, 터크스 케이커스 제도, 트리니다드 토바고, 파나마, 페루, 푸에르토리코
- 아시아 - 26개국 (36개 회원)

네팔, 대한민국, 라오스, 말레이시아, 몽골, 미얀마, 방글라데시, 부탄, 브루나이, 사우디아라비아, 스리랑카, 싱가포르, 아프가니스탄, 이라크, 이란, 인도, 인도네시아, 일본, 조선민주주의인민공화국, 중국, 차이니스 타이베이,
타이, 파키스탄, 팔레스타인, 필리핀, 홍콩
- 아프리카 - 22개국 (26개 회원)

가나, 감비아, 기니, 나미비아, 나이지리아, 남아공, 레소토, 말리, 모로코, 보츠와나, 부르키나파소, 세네갈, 우간다, 잠비아, 짐바브웨, 카메룬, 카보베르데, 케냐, 코트디부아르, 콩고민주공화국, 토고, 튀니지
- 오세아니아 - 13개국 (18개 회원, 3개 임시회원)

괌, 누벨칼레도니, 뉴질랜드, 마셜 제도, 미크로네시아 연방, 북마리아나 제도, 솔로몬 제도, 아메리칸 사모아, 통가, 파푸아뉴기니, 팔라우, 피지, 호주
- 유럽 - 40개국 (52개 회원, 1개 임시회원)

그리스, 네덜란드, 노르웨이, 덴마크, 독일, 라트비아, 러시아, 루마니아, 리투아니아, 몰도바, 몰타, 벨기에, 벨라루스, 불가리아, 산마리노, 세르비아, 스웨덴, 스위스, 스페인, 슬로바키아, 슬로베니아, 아르메니아, 아일랜드, 에스토니아, 영국, 오스트리아, 우크라이나, 이스라엘, 이탈리아, 저지섬,
조지아, 체코, 카자흐스탄, 크로아티아, 키프로스, 튀르키예, 포르투갈, 폴란드, 프랑스, 핀란드, 헝가리

## 같이 보기
- WBSC 프리미어 12
- 월드 베이스볼 클래식(WBC)